# Eugen Gomringer
Eugen Gomringer, (ur. 20 stycznia 1925 w Cachuela Esperanza, w Boliwii) – szwajcarski poeta i eseista, tworzący w języku niemieckim, wydawca. Jest synem Szwajcara i Boliwijki.
Gomringer studiował ekonomię i historię sztuki w latach 1946–1950 na Uniwersytecie w Bernie i Uniwersytecie Rzymskim. Pisał wiersze i manifesty poezji konkretnej, pragnąc stworzyć „uniwersalny język wspólnotowy”, bez poetyckiego introwertyzmu i pierwszoplanowości semantycznej ekspresji, oparty na konstelacjach słów, w których ważny byłby estetyczny walor znaków, a także ich przestrzenno-plastyczna wariantowość.
Mieszka w okolicach Bambergu w Niemczech. W latach 1977–1990 był profesorem Akademii Sztuk Pięknych w Düsseldorfie. Posługuje się językiem niemieckim, hiszpańskim, francuskim i angielskim.
W 2008 roku został odznaczony Bawarskim Orderem Zasługi. W 2022 roku otrzymał nagrodę Pro meritis scientiae et litterarum.